# Nazo Makaimura: Incredible Toons
Nazo Makaimura: Incredible Toons (謎魔界村 インクレディブルトゥーンズ) est un jeu vidéo de puzzle sorti en 1996 sur Saturn et PlayStation, uniquement au Japon. C'est essentiellement un portage du jeu vidéo de Dynamix connu sous le nom de Sid and Al's Incredible Toons dans l'univers de Ghosts 'n Goblins.